# Earl Barron
Earl Daniel Barron, Jr. (ur. 14 sierpnia 1981 w Clarksdale) – amerykański koszykarz, występujący na pozycjach skrzydłowego oraz środkowego, mistrz NBA z 2006 roku, po zakończeniu kariery zawodniczej – trener koszykarski, aktualnie asystent trenera w zespole Northern Arizona Suns.

## Osiągnięcia
D-League
- Zaliczony do[1]:
  - I składu:
    - D-League (2015)
    - turnieju D-League Showcase (2015)

  - III składu D-League (2010)
  - D-League Honorable Mention (2005)
- Uczestnik meczu gwiazd D-League (2010)[1]

NBA
- Mistrz NBA (2006)[2]

Reprezentacja
- Brązowy medalista uniwersjady (2001)[3]